# 2462 Nehalennia
2462 Nehalennia (6578 P-L) är en asteroid upptäckt den 24 september 1960 av den nederländsk-amerikanske astronomen Tom Gehrels och det nederländska astronomparet Ingrid van Houten-Groeneveld och Cornelis Johannes van Houten vid Palomar-observatoriet. Asteroiden har fått sitt namn efter en Nehalennia, en germansk lyckogudinna, som dyrkades i det som idag är Nederländerna.
Den tillhör asteroidgruppen Nysa.